# سانیتک آرمنیا
سانیتک آرمنیا (ارمنی: Սանիթեք Հայաստան; انگلیسی: Sanitek Armenia) شعبه‌ای از گروه بین‌المللی سانیتک، یک شرکت چندملیتی مدیریت پسماند مستقر در لبنان، دارای استراتژیک پیوستگی در آسیا، اروپا و در ایالات متحده آمریکا می‌باشد. سانیتک بین الملی در سپتامبر ۲۰۱۰ در بیروت در بنیانگذاری شد؛ و فعالیت‌های خویش را ایروان پایتخت جمهوری ارمنستان در دسامبر ۲۰۱۴ آغاز نمود. سانیتک طیف گسترده‌ای از خدمات مرتبط با مدیریت پسماند از جمله جمع‌آوری زباله، تعمیر و نگهداری زمستانی، زمستان، کمپوست، سوزاندن، احداث و بهره‌برداری از تأسیسات زباله‌های جامد و بهداشتی، ساخت و ساز و مدیریت دفن زباله‌های بهداشتی را فراهم می‌کند.